# Put Your Hands Up For Detroit
Singles de Fedde le Grand
Take No Shhhh
Put Your Hands Up For Detroit est une chanson du DJ néerlandais Fedde le Grand. Cette chanson lui a permis d'être reconnu au niveau international.
Put Your Hands Up 4 Detroit est une chanson house écrite et produite par Fedde le Grand, basée sur un échantillon vocal du titre Hands Up For Detroit de Matthew Dear & Disco D's de 1999.
La chanson est sortie pour la première fois aux Pays-Bas par le propre label de Fedde Le Grand, Flamingo Recordings, le 26 juin 2006, atteignant la 4e place des ventes et dans le reste de l'Europe (Royaume-Uni exclu) en août 2006. La popularité de ce titre va augmenter au fur et à mesure de sa présence dans les clubs. Le single sortira en octobre 2006 en Angleterre.
Ce titre devient no 1 des clubs en Angleterre (Dance UK) avant d'être sorti en CD Single : la première semaine de sa sortie, il se vend à 46 000 exemplaires et se retrouve no 2 des ventes. La semaine suivante, cette chanson a atteint la première place des ventes. Elle est restée numéro un pendant une semaine mais le single fait tout de même partie des 20 meilleures ventes de single de l'année au Royaume-Uni.
Au Royaume-Uni et en Australie, la chanson a été commercialisée sous le nom Put Your Hands Up 4 Detroit.

## Clip Vidéo
Dans une usine qui fabrique des hommes robots en série, les employés sont des femmes en tenue suggestive qui les provoquent sensuellement afin d'observer leur réaction.

## Classement
| Chart (2006)                    | Meilleure position |
| ------------------------------- | ------------------ |
| Australie ARIA Singles Chart    | 8                  |
| Belgique Singles Chart          | 14                 |
| Danemark Singles Chart          | 5                  |
| Pays-Bas Top 40                 | 4                  |
| Finlande Singles Chart          | 1                  |
| France Singles Chart            | 34                 |
| France (Club 40)                | 1                  |
| Allemagne Singles Chart         | 78                 |
| Hongrie Singles Chart           | 1                  |
| Irlande Singles Chart           | 3                  |
| Russie Dance Singles Chart      | 1                  |
| Espagne Promusicae Single Chart | 7                  |
| Espagne Dance Singles Chart     | 1                  |
| Suède Singles Chart             | 44                 |
| Royaume-Uni UK Singles Chart    | 1                  |

## CD/Vinyle
- Angleterre 12" vinyl single (Data Records) /  France 12" vinyl (Universal Licensing Music):
  - Face A
    - 1. "Put Your Hands Up 4 Detroit" (Club Mix) - 6:37
    - 2. "Put Your Hands Up 4 Detroit" (DJ Delicious & Till West Remix) - 6:26

  - Face B
    - 1. "Put Your Hands Up 4 Detroit" (TV Rock & Dirty South Melbourne Militia Remix) - 6:51
    - 2. "Put Your Hands Up 4 Detroit" (Claude Von Stroke Packard Plant Remix) - 7:07
      - 3. "Put Your Hands Up 4 Detroit" (A Cappella) (Only in UK)
- Promo CD :
  -     - 1. "Put Your Hands Up 4 Detroit" (Radio Edit)
    - 2. "Put Your Hands Up 4 Detroit" (Club Mix)
    - 3. "Put Your Hands Up 4 Detroit" (Dub Mix)
    - 4. "Put Your Hands Up 4 Detroit" (Original Mix)
    - 5. "Put Your Hands Up 4 Detroit" (Extended Mix)
    - 6. "Put Your Hands Up 4 Detroit" (Soul Central Loves Detroit Remix)
    - 7. "Put Your Hands Up 4 Detroit" (Claude Von Stroke Remix)
    - 8. "Put Your Hands Up 4 Detroit" (Dj Delicious & Till West Remix)
    - 9. "Put Your Hands Up 4 Detroit" (TV Rock & Dirty South Remix)
    - 10. "Put Your Hands Up 4 Detroit" (Put Your Hands Up For Your City Remix)
    - 11. "Put Your Hands Up 4 Detroit" (Packard Plant Remix)
    - 12. "Put Your Hands Up 4 Detroit" (Melbourne Militia Remix)
    - 13. "Put Your Hands Up 4 The Wall"